# Kapelle Peter und Paul (Freiburg-Sankt Georgen)

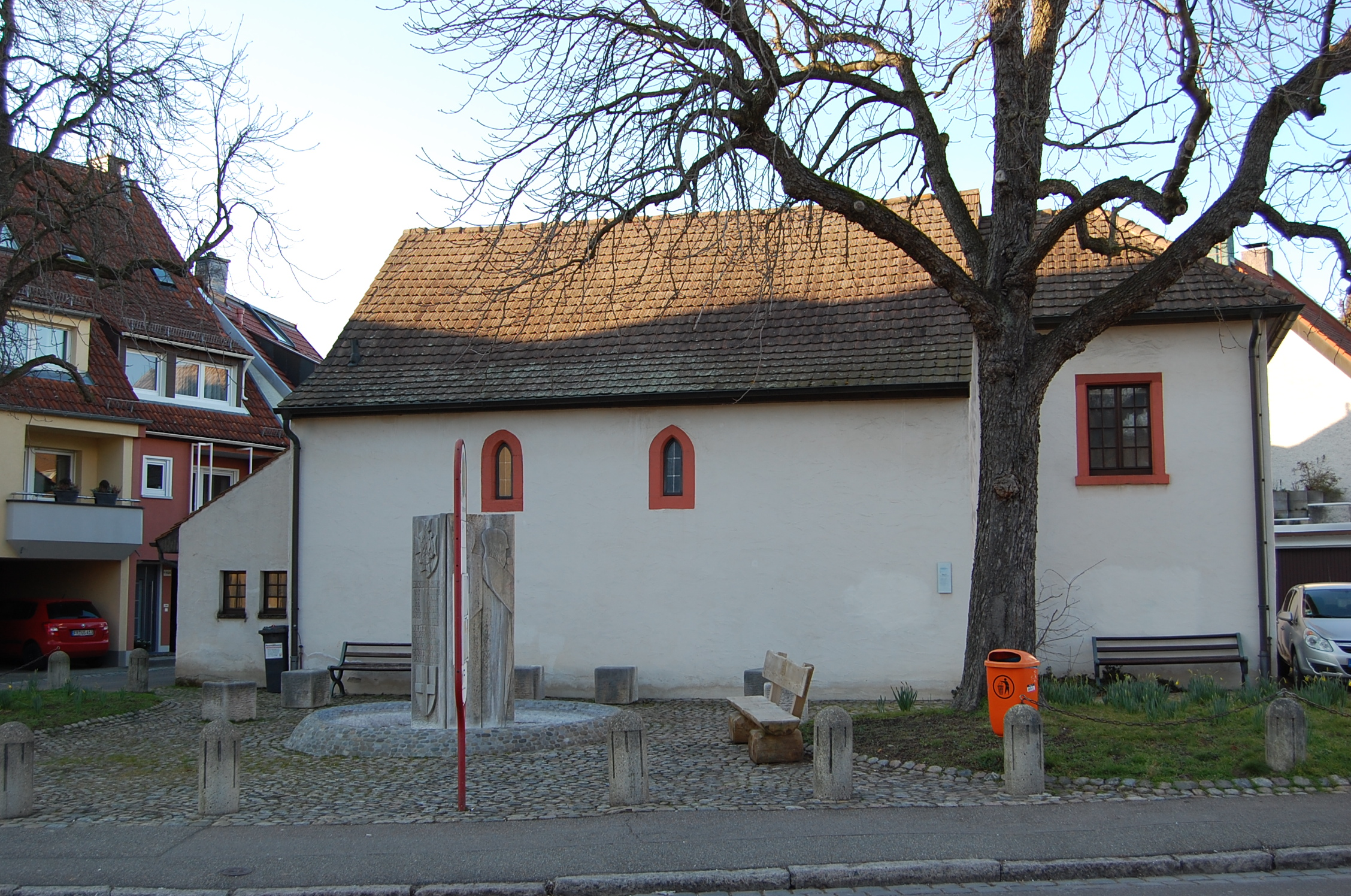
Kapelle Peter und Paul (2018)

Die Kapelle Peter und Paul befindet sich im Freiburger Stadtteil St. Georgen.
Die Kapelle wurde erstmals 1353 im Liber marcarum erwähnt, dem Kirchenverzeichnis des ehemaligen Bistums Konstanz, und zwar als Filialkirche der Hardkirche, die Pfarrkirche war. 1787 verlor die Kapelle durch ein Edikt von Kaiser Joseph II. ihre Bestimmung und wurde in ein privates Wohnhaus umgewandelt. 1967 kaufte die Stadt Freiburg das Gebäude und renovierte es 1984 bis 1986. So ist ein Veranstaltungssaal mit einer Fläche von 71,5 m2 entstanden, der von der „Zentralen Kulturverwaltung“ der Stadt auch vermietet wird. Zunächst war die Kapelle von 1986 bis 1989 erste Spielstätte des Freiburger Galli Theaters.
Die Kapelle ist auf der Etappe des Jakobswegs von Rottenburg am Neckar nach Thann im Elsass als Station ausgewiesen.